# Jordi Mata
Jordi Mata i Viadiu (Barcelona, 1966) es licenciado en Historia y escritor español. Ha sido uno de los autores más jóvenes en adjudicarse el premio Sant Jordi de novela, a la edad de 30 años. Preferentemente se ha dedicado a dicho género, pero también ha practicado la poesía, el teatro, el relato corto y el ensayo. Ha desarrollado una faceta de divulgador de aspectos curiosos o poco conocidos de la historia en publicaciones como Serra d’Or, Sapiens y El Triangle, que abarcan desde los orígenes del calendario cristiano hasta el misterio que envolvió a Luís XVII, el rey perdido de Francia, pasando por el recuerdo de una olvidada conquista de Barcelona sucedida en 1705.

## Su obra

### Jugando con la realidad
Partiendo de la base que la intriga y la duda gobiernan la vida, que nunca sabemos con plena seguridad que sucederá en los próximos minutos de nuestra existencia, Mata edifica una trayectoria literaria alejada de etiquetas generacionales y de modas más o menos pasajeras.
En 1985 ganó su primer premio literario, el Mecanoscrit, con un cuento, La biblioteca dels Gimó (La biblioteca de los Gimó), que significaba el inicio de un periodo que se prolongaría hasta 1995 con una peculiar parodia del género negro, El capvespre de l’heroi (El crepúsculo del héroe), periodo marcado básicamente por la irrupción de lo fantástico en un mundo convencional y ordenado, entendiendo lo fantástico no como algo vinculado a lo monstruoso o terrorífico, sino como aquello que todavía permanece oculto en la realidad cotidiana, los aspectos oscuros de la ciencia o de un pasado todavía pendientes de descubrir, aunque latentes en el día a día, que ocasionalmente explotan y perturban el devenir habitual de las cosas.
Dentro de este ámbito, sus cinco primeras novelas, L’espòs infernal (El esposo infernal, 1990), Amors maleïts (Amores malditos, 1992), El comprador (1994), Madame Guignol (1995) y El capvespre de l’heroi, presentan unas características comunes pese a la diversidad de las peripecias que se narran. Además del planteamiento de un enigma que es la clave de la historia, que condiciona y afecta la vida de los protagonistas de cada libro, el tiempo y la muerte, y sobre todo los intentos de engañar y vencer a los mismos, son aspectos temáticos recurrentes en dichas obras. Sobrevivir accidentalmente en un cuerpo ajeno e indeseado (L’espòs infernal), indagar en una parte de la memoria que se supone heredada con fines nobles pero inconfesables (Amors maleïts), hallar con fundamento una vía hacia la inmortalidad (El comprador), habitar desde las tinieblas un lugar y una época por nociones de deber y de justicia (Madame Guignol), y descubrir la fragilidad de un teórico mundo real que se va desintegrando brutalmente día a día (El capvespre de l’heroi), son los diferentes argumentos que emanan de esta elucubración sobre el afán de superar a la muerte, afán que implica derrotar al tiempo y a su inexorable maquinaria.
Independientemente de este eje central, cada obra posee tramas e influencias que las singularizan. En L’espòs infernal, el matrimonio entendido como máxima encarnación de la confianza de un ser humano en otro es denostado sin piedad; en Amors maleïts, el papel de la familia como organización tradicionalmente benéfica y acogedora es despedazado y transformado en el espejo de una simbólica esclavitud; en El comprador, se da una vuelta de tuerca al mito de Fausto a la luz de conocimientos científicos relegados al olvido; en Madame Guignol, una narración en torno a los clásicos fantasmas cuya estructura incluye cuentos intercalados que guían hacia la conclusión de la novela (estructura deudora en gran parte de Los tres impostores, de Arthur Machen), la soledad es un acicate para explorar mundos nuevos con un espíritu adolescente pero a punto de penetrar en la perspectiva adulta; y en El capvespre de l’heroi, que contiene homenajes a Homero, Joyce, Proust, Conan Doyle y Unamuno, se esboza, concretada en la figura de un celebérrimo detective, la fugacidad de la fama y la facilidad con la que el olvido puede alcanzar a cualquiera.

### Entre el pasado y el presente
Al considerar que había llegado a unos límites de envergadura en su particular exploración de lo fantástico, Mata cambió totalmente de registro en 1996 con Reines i peons (Reinas y peones), una incursión en un realismo crudo y contemporáneo que plantea un discurso social, la arbitrariedad con la que se adjudica razón o locura a un individuo y la imposibilidad de la libertad. También en esta obra aparece por primera vez un tema que se repetirá en posteriores novelas: los vericuetos del poder, sus manejos y las consecuencias de relacionarse con el mismo desde la desventaja. Las múltiples caras de dicho poder (político, social e incluso familiar) se enfrentarán a un personaje, Alois Berchtold, un okupa con un pasado que incluye una extraña estancia en un manicomio, que luchará por encontrar un lugar en un mundo que ha enterrado los valores de una época en que la utopía parecía factible.
Casi coincidiendo en el tiempo con Reines i peons, la redacción de la breve El cor dels enemics (El corazón de los enemigos, 1995), influida por los acontecimientos bélicos que entonces desgarraban los Balcanes, ahonda en la vertiente realista pese a que lo que se describe, la bestialidad que genera toda guerra, es una atmósfera de pesadilla que se diría irreal si no se admitiera que la maldad humana es capaz de superar cualquier acto de imaginación relacionado con el horror.
Mata logra su consagración a finales de 1996, cuando gana el premio Sant Jordi de novela con El misteri de Berlín (El misterio de Berlín), una obra en la que luce sus dotes de historiador para mezclar con solvencia una realidad pasada, construida rigurosamente, con una ficción heredera de los filmes de los años 1930 y 1940 en lo que a ritmo se refiere. Sobre un fondo de comedia, el relato del supuesto intento de secuestro de Marlene Dietrich organizado por los nazis y en el que se asoman Hitler, Roosevelt y Alfred Hitchcock entre otros figurantes ilustres, recuerda el afán del poder por controlar cualquier manifestación artística –en este caso el cine- que le permita difundir su propaganda entre las masas. Contra esto, el factor azar, encarnado en la trama por la intervención de un humilde personaje, un extra cinematográfico, se alzará como lo que permite a la humanidad una esperanza, una vida libre de un control absoluto. 
Tras contemplar algunas reacciones destempladas ocasionadas por el hecho de que el premio Sant Jordi fuera a parar a manos de alguien como él, sin ninguna fama previa ni relevancia mediática alguna, y dada la crispación política de aquel momento, atizada por individuos que desde periódicos y radios solían opinar gratuitamente de todo, Mata escribe La compassió del dimoni (La compasión del demonio), su libro más polémico porque ataca, con descarada voluntad de sátira, a quienes se erigen en abanderados de la verdad y árbitros del gusto cuando su implicación en el proceso creativo, en su dolor o constancia, ha sido escaso o nulo o se halla bajo postulados obsoletos o discriminatorios. Los falsos intelectuales, con su defensa de unos poderes que les mantienen a cambio de su papel de pregoneros, y los tertulianos maniqueos y los autoproclamados gurus culturales, que distribuyen lisonjas o insultos según el grupo editorial o el partido político que les marca filias y fobias, son retratados en una trama de tintes policíacos atravesada por las inevitables arrogancia y mediocridad de quienes la transitan. Con todos estos ingredientes, La compassió del dimoni ganó el premio Joanot Martorell en 1998.
Zanjada esta cuestión, su siguiente obra, La segona mort de Shakespeare (La segunda muerte de Shakespeare), alcanzó una unanimidad crítica positiva y otro galardón, el Néstor Lujàn de novela histórica, en 1999. Más allá de la anécdota principal, las teóricas relaciones de corte homoerótico entre William Shakespeare y Christopher Marlowe, que explicarían por qué uno escribía realmente desde la sombra lo que el otro firmaba luego y cimentaba su fama, lo interesante de este relato se halla en el cuestionamiento de esas certezas que han pasado de generación en generación sin suscitar discusión alguna. Las dudas sobre Shakespeare, que el autor no saca de la nada y que expone sin ánimo de dar o quitar razones, solo son una excusa para poner en la picota la infalibilidad del dogma, en este caso el dogma histórico, tan frágil como cualquier realidad humana por muy amparada que esté de prestigio. A la habilidad desplegada en el argumento, hay que sumarle el valor de un trabajo minucioso y espléndido en lo que se refiere a la ambientación física e ideológica de la Inglaterra de finales del siglo XVI y principios del siglo XVII.

### Penúltimos episodios
La siguiente novela de Mata, Una altra guerra per a Ney (Otra guerra para Ney), no aparecerá hasta 2002, tras un inusual paréntesis de tres años teniendo en cuenta que entre 1990 y 1999 el autor había publicado casi anualmente. Una altra guerra per a Ney se inspira en un suceso real acaecido en un Estado esclavista de EE. UU. en 1819: un hombre aseguró ser el mariscal Michel Ney, uno de los lugartenientes de Napoleón, cuando dicho personaje constaba que había sido fusilado cuatro años antes. La historia de esta “resurrección”, que nunca pudo comprobarse del todo, le sirve al novelista para desarrollar un discurso sobre la necesidad de segundas oportunidades que cualquier ser humano merece con vistas a encauzar su vida y para denunciar la hipocresía de una sociedad que valora la apariencia por encima de la libertad individual.
En 2004 se publica En algún punt de les muntanyes d’Ararat (En algún punto de las montañas de Ararat), una obra también localizada en EE. UU., pero esta vez ambientada en tiempos actuales, marcando una distancia con el género histórico que había frecuentado en sus últimas novelas, y la más ambiciosa en sus intenciones. Los discutibles límites éticos de la religión y de la televisión se suman en un terrible ejercicio destinado a perpetrar un gigantesco fraude, un lavado de cerebro revestido de espectáculo visual. Si solo es creíble la realidad que se nos ofrece a través de la pequeña pantalla, ¿qué impide a cualquiera con poder mediático intentar rescribir la historia, mediante pruebas televisadas (lo que no implica su veracidad), y hacer pasar por auténtico lo que son fábulas para satisfacer intereses personales? Las consecuencias de tales actos podrían hacer reinterpretar la historia de la humanidad bajo prismas estremecedores. Y un ejemplo de dicha manipulación es lo que se lee en las páginas de En algún punt de les muntanyes d’Ararat: el trasfondo y desarrollo de una expedición, convenientemente orquestada y retransmitida por un canal de televisión, para hallar los restos de la mítica arca de Noé, aprovechando los debates y cábalas alrededor del cambio de milenio.
Desde entonces, a la espera de nuevas creaciones en formato libro, Mata se ha dedicado a su faceta de divulgador de la historia en las publicaciones citadas más arriba.